# Lenochodovití dvouprstí
Choloepus je jeden ze dvou rodů se stejným českým pojmenováním lenochod, je jediný rod z monotypické čeledě lenochodovití dvouprstí (Choloepodidae). Druhý rod s českým jménem lenochod má rodové jméno Bradypus a patří do čeledě lenochodovití tříprstí. Rod Choloepus je tvořen dvěma druhy.
Recentní lenochodovití dvouprstí byli původně řazeni v rámci čeledi Megalonychidae, pojmenované po vymřelém, asi 3 metry vysokém a 450 kg těžkém prehistorickém lenochodovi jménem Megalonyx, který žil v Severní Americe ještě na konci poslední doby ledové. Paleoproteomická data však příbuznost dnešního rodu Choloepus s rodem Megalonyx a jeho příbuznými vyloučila.

## Výskyt
Lenochodovití dvouprstí žijí ve Střední Americe a přilehlé severní části Jižní Ameriky ve státech Honduras, Nikaragua, Kostarika, Panama, Kolumbie, Venezuela, Guayana, Surinam, Francouzská Guayana, Brazílie, Ekvádor, Peru a Bolívie. Většinou mají svá domovská území v tropických deštných pralesích, rozprostřených od nížin až vysoko do Guayanské vysočiny a And, kde má rostlinstvo stále dostatek nutné vláhy k růstu.

## Popis
Tito stromoví savci jsou středně velká zvířata s tělem dlouhým 58 až 70 cm a vážící 4 až 8 kg, ocas je krátký nebo chybí. Mají zaoblenou hlavu a poměrně plochý obličej z kterého ční malý, zploštělý a neochlupený čenich, kulaté uši jsou osrstěné. Dlouhá srst světle šedohnědé barvy má kratší jemnou podsadu a hrubý, dlouhý vnější vlas který je zvláštní tím, že vyrůstá směrem od břicha ke hřbetu a visí po stranách těla; u některých jedinců je srst na krku světlejší. V srsti stabilně žije hodně parazitického hmyzu a drobná symbiotická řasa způsobující její nazelenalý nádech. Mezi samcem a samici není pohlavní dimorfismus.
Mají poměrně dlouhé končetiny, zadní jsou o málo kratší. Na předních vyrůstají dva a na zadních tři srostlé prsty zakončené silnými zakřivenými drápy dlouhými až 10 cm které používají jako háky a zavěšují se jimi za větve. Mají 18 dorůstajících zubů bez skloviny, řezáky a špičáky jim chybí, zuby přední jsou větší, samovolně se ostří a jsou odděleny mezerou od zadních. Na rozdíl od ostatních savců mají až 8 krčních obratlů (počet se u jednotlivců liší) což jim umožňuje společně s mohutnými svaly na krku extrémně natáčet hlavu a pozorovat tak dění za sebou. Jejich tělesná teplota je ze všech savců nejvíce rozkolísaná, pohybuje se od 24 do 33 °C.

## Chování
Jsou to samotáři, kteří téměř celý svůj život tráví v korunách stromů. Hledají si tam potravu, spí, páří se, rodí i vychovávají potomky, při obstarávání potravy jsou aktivní hlavně v noci. Pohybují se velmi pomalu, po větvích lezou hlavou a hřbetem dolů zavěšeni za drápy; ve této poloze nebo sedíce v rozsoše větve spí i patnáct hodin denně. Po zemi, na kterou sestupují jen se vyprázdnit, velmi špatně a pomalu chodí, při pádu do vody však dokážou plavat. Ostrých zubů a drápů obratně používají na svou ochranu při napadení dravcem. Jsou velmi tiší, jen výjimečně vydávají syčivé zvuky.

## Strava
Živí se hlavně listy a nedřevnatými výhonky, květy a pupeny, žerou i ovoce, jsou to býložravci. Denně zkonzumují méně než půl kg potravy kterou tráví, za pomoci bakterií štěpící celulózu, v čtyřdílném žaludku. Přelézají ze stromu na strom v závislosti na dostatku a zralosti potravy která ovšem není nikterak vydatná a nedává zvířatům potřebnou energii ke hbitějším pohybům.

## Rozmnožování
Samci si žlázami v okolí konečníku označují svá místa a lákají tak samice k páření, samice naopak hlasitými výkřiky oznamují svou připravenost. Rozmnožovat se mohou tato polygamní zvířata během celého roku, skutečná doba je většinou závislá na místních klimatických podmínkách. Po několikeré kopulaci samec odchází a samice po březosti trvající 11 až 12 měsíců rodí, většinou na počátku období sucha, jediné mládě velké asi 25 cm. Potomek se ihned po narození svými drápy drží matky za srst na břiše a ta ho kojí ze dvou prsních žláz na hrudníku, za dva až pět týdnů již konzumuje pevnou stravu, po šesti až devíti měsících se osamostatňuje.
Pohlavní dospělosti dosahují samci ve 3 a samice ve 4 až 5 létech. Počítá se, že v zajetí se mohou dožít do 30 let, naopak ve volné přírodě je předpokládaná průměrná doba života jen 12 let, je to způsobeno vlivy jako je predace divokých zvířat (jaguáři, oceloti, anakondy, harpyje), lovem lidí a ztrátou přirozeného prostředí následkem odlesňování.